# 4Q120

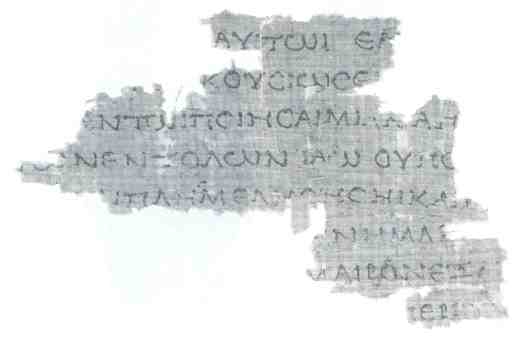
4Q120, zachowany fragment, I wiek n.e.

4Q120 (według starego systemu oznaczeń 4Q LXXLev b) – rękopis Septuaginty datowany na I wiek p.n.e. Jest to zwój zawierający fragmenty biblijnej Księgi Kapłańskiej. Został znaleziony w Kumran w grocie 4. Zwój ten do naszych czasów zachował się w stanie bardzo rozdrobnionym. Dziś na ten zwój składa się 97 niewielkich fragmentów, ponumerowanych od 1 do 97. Fragment ten jest oznaczany również numerem 802 na liście rękopisów Septuaginty według klasyfikacji Alfreda Rahlfsa.
Wstępny opis tego dokumentu wykonano w Supplements to Vetus Testamentum, Vol. IV, 1957. Pełną publikację i opis rękopisu opublikował w 1992 roku Emanuel Tov w publikacji Discoveries in the Judean Desert: IX. Qumran Cave 4: IV. Stare oznaczenie zwoju wskazuje, że został znaleziony w grocie 4, jest to rękopis LXX czyli Septuaginty, zawiera treści Księgi Kapłańskiej oraz że jest to zwój b czyli drugi znaleziony w tej grocie zwój z tą księgą biblijną w wersji Septuaginty.
Rękopis jest przechowywany w Muzeum Rockefellera w Jerozolimie (4Q120).

## ΙΑΩ

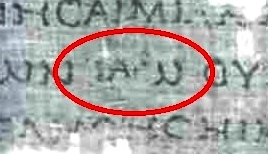
Detale z imieniem Bożym

Rękopis ten zawiera tetragram zapisany w greckiej formie ΙΑΩ (JAO).
Kpł 4:27 
[αφεθησεται ]αυτωι εαν[ δε ψυχη μια] 

[αμαρτ]η[ι α]κουσιως εκ[ του λαου της] 

[γης ]εν τωι ποιησαι μιαν απ[ο πασων] 

των εντολων ιαω ου πο[ιηθησε]
Kpł 3:12–13
[τωι ιαω] 12 εαν δ[ε απο των αιγων] 

[το δωρ]ον αυτο[υ και προσαξει εν] 

[αντι ι]αω 13 και ε[πιθησει τας χει]